# ماثيو ماكجينلي
ماثيو ماكجينلي (بالإنجليزية: Matthew McGinley)‏ هو لاعب كرة قدم بريطاني في مركز حراسة المرمى، ولد في 15 أغسطس 1988 في غلاسكو في المملكة المتحدة. لعب مع نادي ألبيون روفرز ونادي غرينوك مورتون.

## وصلات خارجية
- ماثيو ماكجينلي على موقع قاعدة بيانات كرة القدم.إي يو (الإنجليزية)
- ماثيو ماكجينلي على موقع Soccerbase.com (لاعب) (الإنجليزية)